# فیل دوتی
فیل دوتی (انگلیسی: Phil Doughty؛ زادهٔ ۶ سپتامبر ۱۹۸۶) بازیکن فوتبال اهل بریتانیا است.
از باشگاه‌هایی که در آن بازی کرده‌است می‌توان به باشگاه فوتبال فایلد، باشگاه فوتبال مکلسفیلد تاون، باشگاه فوتبال بارو، باشگاه فوتبال بلکپول، باشگاه فوتبال نلسون، باشگاه فوتبال بامبر بریج، باشگاه فوتبال فلیتوود و باشگاه فوتبال آکرینگتون استنلی اشاره کرد.